# Charon oenpelli
Espèce
Charon oenpelli est une espèce d'amblypyges de la famille des Charontidae.

## Distribution
Cette espèce est endémique du Territoire du Nord en Australie. Elle se rencontre vers Oenpelli.

## Description
La carapace du mâle holotype mesure 5,63 mm de long sur 8,00 mm et l'abdomen 11,60 mm de long sur 5,50 mm.

## Étymologie
Son nom d'espèce lui a été donné en référence au lieu de sa découverte, Oenpelli.

## Publication originale
- Harvey & West, 1998 : New species of Charon (Amblypygi, Charontidae) from northern Australia and Christmas Island. Journal of Arachnology, vol. 26, no 3, p. 273-284 (texte intégral).